# LaVerne Jones-Ferrette
LaVerne Janet Jones-Ferrette (ur. 16 września 1981 na wyspie Saint Croix) – pochodząca z Wysp Dziewiczych Stanów Zjednoczonych lekkoatletka specjalizująca się w biegach sprinterskich.
Czterokrotnie – bez sukcesów – startowała w igrzyskach olimpijskich: Ateny 2004, Pekin 2008, Londyn 2012 oraz Rio de Janeiro 2016. Sprinterka nie odnosząc znaczących sukcesów uczestniczyła także w mistrzostwach świata oraz halowych mistrzostwach globu. W roku 2006 zdobyła srebrny krążek igrzysk Ameryki Środkowej i Karaibów. Pierwszy medal imprezy globalnej wywalczyła w 2010 roku sięgając po srebro halowych mistrzostw świata w Katarze. Jones-Ferrette wielokrotnie startowała także w Polsce odnosząc m.in. zwycięstwo w biegu na 100 metrów podczas mityngu Enea Cup w Bydgoszczy w 2009. Aktualna rekordzistka Wysp Dziewiczych Stanów Zjednoczonych na pięciu dystansach sprinterskich (oprócz 200 metrów w hali).
Jej mąż – Stephen Ferrette także uprawiał biegi sprinterskie. Po udanej halowej części sezonu 2010 Jones-Ferrette nie startowała na otwartym stadionie. W listopadzie ogłoszono, że zawodniczka jest w ciąży, zaś miesiąc później wyszło na jaw, że sprinterka zażywała clomifen – stosowany m.in. na zakończenie kuracji sterydowej, w związku z czym straciła zdobyty w marcu medal halowych mistrzostw świata oraz otrzymała karę półrocznej dyskwalifikacji (1 kwietnia 2010 – 30 września 2010).

## Osiągnięcia
| Rok  | Impreza                               | Miejsce             | Lokata      | Konkurencja   | Wynik  |
| ---- | ------------------------------------- | ------------------- | ----------- | ------------- | ------ |
| 2004 | Igrzyska olimpijskie                  | Ateny               | ćwierćfinał | bieg na 100 m | 11,44  |
| 2004 | Igrzyska olimpijskie                  | Ateny               | ćwierćfinał | bieg na 200 m | 23,09  |
| 2005 | Mistrzostwa świata                    | Helsinki            | ćwierćfinał | bieg na 100 m | 11,51  |
| 2005 | Mistrzostwa świata                    | Helsinki            | półfinał    | bieg na 200 m | 23,62  |
| 2005 | Uniwersjada                           | Izmir               | 7. miejsce  | bieg na 200 m | 24,00  |
| 2006 | Halowe mistrzostwa świata             | Moskwa              | półfinał    | bieg na 60 m  | 7,27   |
| 2006 | Igrzyska Ameryki Środkowej i Karaibów | Cartagena de Indias | 2. miejsce  | bieg na 100 m | 11,50  |
| 2006 | Igrzyska Ameryki Środkowej i Karaibów | Cartagena de Indias | 4. miejsce  | bieg na 200 m | 23,33  |
| 2007 | Igrzyska panamerykańskie              | Rio de Janeiro      | 7. miejsce  | bieg na 100 m | 11,49  |
| 2007 | Mistrzostwa świata                    | Osaka               | półfinał    | bieg na 200 m | 23,34  |
| 2008 | Halowe mistrzostwa świata             | Walencja            | półfinał    | bieg na 60 m  | 7,24   |
| 2008 | Igrzyska olimpijskie                  | Pekin               | ćwierćfinał | bieg na 100 m | 11,55  |
| 2008 | Igrzyska olimpijskie                  | Pekin               | ćwierćfinał | bieg na 200 m | 23,37  |
| 2009 | Mistrzostwa świata                    | Berlin              | półfinał    | bieg na 200 m | 22,74  |
| 2009 | Światowy finał lekkoatletyczny IAAF   | Saloniki            | 7. miejsce  | bieg na 100 m | 11,25  |
| 2009 | Światowy finał lekkoatletyczny IAAF   | Saloniki            | 7. miejsce  | bieg na 200 m | 22,90  |
| 2010 | Halowe mistrzostwa świata             | Doha                | 2. miejsce  | bieg na 60 m  | 7,03   |
| 2011 | Igrzyska panamerykańskie              | Guadalajara         | 8. miejsce  | bieg na 100 m | 11,60  |
| 2012 | Igrzyska olimpijskie                  | Londyn              | półfinał    | bieg na 100 m | 11,22  |
| 2012 | Igrzyska olimpijskie                  | Londyn              | półfinał    | bieg na 200 m | 22,62  |
| 2014 | Halowe mistrzostwa świata             | Sopot               | eliminacje  | bieg na 60 m  | 7,39   |
| 2014 | Igrzyska Ameryki Środkowej i Karaibów | Xalapa              | 3. miejsce  | bieg na 100 m | 11,54  |
| 2015 | Igrzyska panamerykańskie              | Toronto             | półfinał    | bieg na 100 m | 11,33w |
| 2015 | Mistrzostwa NACAC                     | San José            | 7. miejsce  | bieg na 100 m | 11,53  |
| 2015 | Mistrzostwa NACAC                     | San José            | 8. miejsce  | bieg na 200 m | 23,51  |
| 2015 | Mistrzostwa świata                    | Pekin               | eliminacje  | bieg na 200 m | 23,83  |
| 2016 | Halowe mistrzostwa świata             | Portland            | półfinał    | bieg na 60 m  | 7,33   |
| 2016 | Igrzyska olimpijskie                  | Rio de Janeiro      | eliminacje  | bieg na 200 m | 23,35  |

## Rekordy życiowe
| Konkurencja                  | Wynik | Miejsce      | Data             |
| ---------------------------- | ----- | ------------ | ---------------- |
| Bieg na 60 metrów – hala     | 6,97  | Stuttgart    | 6 lutego 2010    |
| Bieg na 100 metrów – stadion | 11,07 | Londyn       | 3 sierpnia 2012  |
| Bieg na 200 metrów – stadion | 22,46 | Hengelo      | 1 czerwca 2009   |
| bieg na 200 metrów – hala    | 23,16 | Fayetteville | 14 marca 2003    |
| Bieg na 400 metrów – stadion | 51,47 | Lawrence     | 21 kwietnia 2007 |
| bieg na 400 metrów – hala    | 51,60 | Stuttgart    | 3 lutego 2007    |